# Faculdade de Arquitetura da Universidade Federal da Bahia
A Faculdade de Arquitetura da Universidade Federal da Bahia (FA-UFBA) é uma unidade de ensino, pesquisa e extensão sediada no Campus Federação/Ondina da Universidade Federal da Bahia. Na graduação, a Faculdade dispõe somente do curso de Arquitetura e Urbanismo, disponível tanto em turno diurno quanto noturno. Na pós-graduação, há programas stricto sensu, de mestrado e doutorado em Arquitetura e Urbanismo e mestrado profissional em Conservação e Restauração de Monumentos e Núcleos Históricos, e como lato sensu permanente, há Residência em Arquitetura, Urbanismo e Engenharia.

## História
O curso de Arquitetura da UFBA antecede a própria formação da Universidade, em 1946, tendo suas origens no ano de 1877, quando o pintor e professor espanhol Miguel Navarro Cañizares, fundou a Escola de Belas Artes, à época Academia de Belas Artes. Com a instalação da Academia, o arquiteto José Nivaldo de Alieno foi o responsável por organizar o curso de Arquitetura que, de início, enfrentou diversas dificuldades.
Em 1937, o professor Oseas dos Santos assumiu a direção da Escola de Belas Artes e reorganizou o curso de Arquitetura. No entanto, o reconhecimento nacional do curso ainda estava distante, e havia questionamentos sobre a aceitação da atuação profissional arquiteto no Brasil.
Em 1946, sob a liderança de Edgard Santos, o Reitor Magnífico, a Universidade Federal da Bahia, à época Universidade da Bahia, é formada a partir da união da Faculdade de Medicina da Bahia com as então da Escola Politécnica da Bahia, Faculdade Livre de Direito da Bahia, Faculdade de Ciências Econômicas da Bahia e da Faculdade de Filosofia da Bahia. Já no ano seguinte, 1947, a Escola de Belas Artes se junta ao projeto de Reitor Santos.
Na década de 1950, época que a Universidade foi federalizada, a Escola viveu um período de grande transformação. Diferentes concursos para docência foram organizados e, em 1959, a Faculdade de Arquitetura foi oficialmente fundada ao ser separada separada da Escola de Belas Artes. Incialmente, funcionou no edifício da antiga Biblioteca da Secretaria de Educação, localizado na Avenida Sete de Setembro, no bairro da Vitória. O currículo era inspirado nos princípios do arquiteto e urbanista Lúcio Costa, com base nas diretrizes estabelecidas no Congresso da União Internacional de Arquitetos de 1959, em Lisboa, e a direção foi assumida interinamente pelo engenheiro, jornalista e professor Leopoldo Afrânio do Amaral e, em seguida, o primeiro diretor eleito foi Walter Velloso Gordilho.

### CampusFederação/Ondina e sede atual
Em 1961, a Universidade iniciou seu projeto de criar seu próprio campus universitário, com extensão entre os bairros da Federação e Ondina, tendo como edificação mais antiga a sede da Faculdade de Filosofia e Ciências Humanas, o Casarão do Alto de São Lázaro, preexistente à UFBA. Neste contexto, a Faculdade de Arquitetura foi de jure transferida para a Rua Caetano Moura, no bairro da Federação. Porém, foi somente no ano seguinte, em 1962, que foram iniciadas as obras para a construção dos pavilhões provisórios para abrigar a Faculdade. A transferência definitiva para tais edificações ocorreu somente em 16 de agosto de 1963. Porém, a sede atual, que viria a ser considerada um dos maiores símbolos da arquitetura brutalista na Bahia, foi projetada entre 1963 e 1964, por uma comissão composta por três professores universitários, Diógenes Rebouças, Américo Simas e Oscar Caetano Silva, e as obras duraram entre 1965 e 1971, quando houve a inauguração definitiva.
A edificação atual segue sendo um dos símbolos do brutalismo na Bahia, e é comparada à Faculdade de Arquitetura e Urbanismo e de Design da Universidade de São Paulo, que é sediada em uma edificação no mesmo padrão arquitetônico, construídas à mesma época e com concreto aparente, mas com uma diferença marcante, enquanto a Faculdade da UFBA aberta e vazada, permitindo fluidez do ar, a da USP é descrita por apresentar um "caráter fechado e ensimesmado".
Entretanto, o projeto original foi alterado quando, na década de 1990, foi instalado um mezanino seguindo plano elaborado por Heliodório Sampaio, que fechou parte da fachada principal do pórtico vazado da edificação. Mesmo assim, a maior parte das características originais da edificação seguem mantidas.

### Reforma Universitária
Entre 1968 e 1970, a Ditadura impôs uma série de leis visando modificar o ensino superior no Brasil. Tais alterações, que ficaram conhecidas como "Reforma Universitária da Ditadura Militar", reorganizou a estrutura acadêmica da universidades federais brasileiras. Na UFBA, tais legislações reprimiram a Faculdade de Filosofia e Ciências Humanas, separaram Unidades Universitárias, que resultou na fundação da Faculdade de Educação, da Escola de Administração e outras, e, sobre o curso de Arquitetura, foi-se determinada a separação das disciplinas do curso em cinco departamentos.

## Alumni
- Antonio Caramelo, arquiteto pioneiro em projetos de infraestrutura e urbanismo no Norte-Nordeste, como o primeiro loteamento e centro distribuidor industrial não poluente da região, foi o vencedor, em 1980, do concurso da Agência Central do Banco do Nordeste em Recife por projetar a sede da instituição. Ele também já foi laureado por mais de 20 premiações, como o Peak Of Success, conferido pela Confederação Mundial das Empresas (WORLDCOB), e o da Bienal do Instituto de Arquitetos do Brasil;[13][14][15]
- Elomar Figueira Mello, autor de dois livros e compositor e cantor com mais de 15 álbuns publicados, é também o arquiteto responsável por mais de quatrocentos projetos de desenvolvimento na Superintendência do Desenvolvimento do Nordeste;[16][17][18]
- Durval Lelis Tavares, responsável por projetar mais de 250 agências para o Banco Econômico, é também compositor e cantor, sendo considerado um dos ícones do axé, tendo fundado as Bandas Pinel e Asa de Águia. É laureado com diferentes prêmios e medalhas, como a Ordem do Mérito da Bahia e a Medalha de Mérito Marechal Argolo - Visconde de Itaparica e, por sua relevância na música, detém o título de "Cidadão" por diferentes locais, como Pernambuco, Fernando de Noronha, Itacaré, Goiânia e Porto Seguro.[19]
- Francisco de Assis Couto dos Reis, agraciado com o "Colar de Ouro", maior prêmio outorgado pelo Instituto de Arquitetos do Brasil, foi responsável por obras como a sede da Companhia Hidrelétrica do São Francisco e o Pavilhão de Sevilha, na Espanha.[20]
- Pasqualino Romano Magnavita, arquiteto italo-brasileiro agraciado com o "Colar de Ouro", maior prêmio outorgado pelo Instituto de Arquitetos do Brasil, é professor emérito da Universidade Federal da Bahia, instituição que segue como docente permanente do Programa de Pós-graduação em Arquitetura e Urbanismo e ocupou o cargo de Pró-Reitor de Extensão entre 1992 e 1993, foi membro do Conselho Estadual de Cultura da Bahia e faz parte da Academia de Ciências do Estado da Bahia desde 2011.[21][22]